# Milán-San Remo 2003
La Milán-San Remo 2003 fue la edición número 94 de esta clásica ciclista de primavera, disputada el 22 de marzo sobre 297 km, en la que ganó Paolo Bettini.

## Clasificación final
| Posición | Ciclista        | Equipo                 | Tiempo     |
| -------- | --------------- | ---------------------- | ---------- |
| 1.       | Paolo Bettini   | Quick Step-Davitamon   | 6h 44' 43" |
| 2.       | Mirko Celestino | Saeco                  | m.t.       |
| 3.       | Luca Paolini    | Quick Step-Davitamon   | + 2"       |
| 4.       | Mario Cipollini | Domina Vacanze-Elitron | + 11"      |
| 5.       | Dario Pieri     | Saeco                  | m.t.       |
| 6.       | Erik Zabel      | Team Telekom           | m.t.       |
| 7.       | Óscar Freire    | Rabobank               | m.t.       |
| 8.       | Ján Svorada     | Lampre                 | m.t.       |
| 9.       | Serguei Ivanov  | Fassa Bortolo          | m.t.       |
| 10.      | Guido Trenti    | Fassa Bortolo          | m.t.       |